# برهما

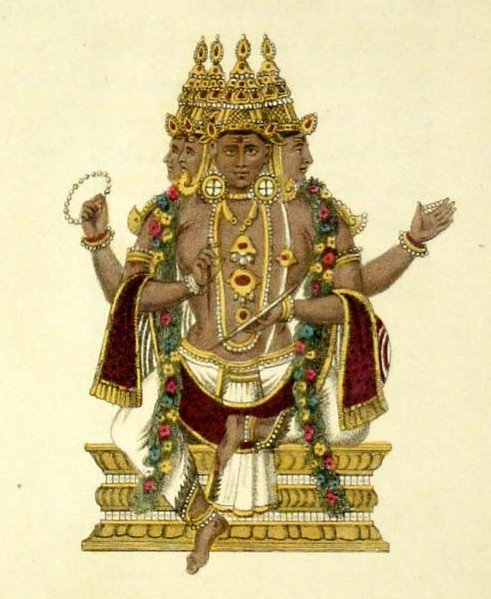
حکاکی رنگ شده از براهما

برهما یا براهما (به سانسکریت: ब्रह्मा) ایزد آفرینش، در آئین هندو و در کنار ویشنو و شیوا، از ایزدان تریمورتی است. همسر براهما، ساراسواتی، ایزدبانوی دانش و شناخت است. آیین قوم آریایی هندوستان، برهمایی بود که به برهما (Brahma) خدای هندوان اشاره می‌کند.
برهما را به صورت انسانی مجسم می‌کنند که دارای چهار سر و چهار دست است و در دستهای خود یک کوزه، یک تسبیح، یک قاشق مقدس و نسخه‌ای از وداها را نگاهداشته است. بنا به باور هندوان، براهما را چهار دست و چهار سر بود که شیوا (از ایزدان آئین هندو که بخشاینده گناهان است) یکی از سرهای وی را برید. در شمال هند، او را با ریش سفید تصویر می‌کنند. بنا به باور هندوان، هر یک از دست‌های براهما نمایانگر یک جهت جغرافیایی یا یک بخش از وداها است. در هند، پرستشگاه‌هایی هست که برای پرستش براهما بنیاد گشته‌اند؛ برجسته‌ترین این پرستشگاه‌ها، پرستشگاه پوشکار در ایالت راجستان هند است.